# Abattoir de Cholet
L'abattoir de Cholet est un site de l'industrie agroalimentaire et, plus particulièrement, un lieu d'abattage et de découpe de bovins et de gibier, situé à Cholet, en Maine-et-Loire. Il est le siège de la société Charal, filiale du groupe Bigard.
Le site emploie environ 1 000 salariés. Approximativement 350 bovins y sont abattus chaque jour.

## Historique
Un premier abattoir municipal est construit à Cholet en 1840, au nord-est de la ville, dans le champ de Bégrolles, situé sur le chemin de l'Orangerie à Hautebert. L'abattoir municipal a été racheté par Charal, qui y a ensuite implanté son siège.